# بسترم علیا
بسترم علیا، روستایی در دهستان حنا بخش حنا شهرستان بختگان در استان فارس ایران است.

## جمعیت
بر پایه سرشماری عمومی نفوس و مسکن در سال ۱۳۹۵، جمعیت این روستا برابر با ۴۷۶ نفر (۱۴۳ خانوار) بوده است.